# Gruppo di sabotaggio e ricognizione
Con il termine gruppo di sabotaggio e ricognizione (in russo Диверсионно-разведывательная группа, ДРГ?, Diversionno-razvedyvatel’naâ gruppa, DRG) si intende una formazione militare creata temporaneamente nella struttura delle forze speciali, utilizzata per il sabotaggio e la ricognizione dietro le linee nemiche in situazioni di guerra con l'obiettivo di disorganizzare le retrovie, distruggere o disabilitare temporaneamente strutture industriali-militari, trasporti, comunicazioni e raccogliere informazioni sul nemico. Tale termine veniva e viene tuttora usato in diversi paesi del ex-Blocco orientale e vi sono analogie con la definizione occidentale di "commando".
I membri del DRG si sottopongono ad addestramenti speciali per quanto riguarda gli esplosivi, il tiro con armi da fuoco. Sono in grado di paracadutarsi, di operare anche in ambiente montano o acquatico. Sono sottoposti ad addestramento fisico e psicologico. Sono in grado di operare autonomamente sul territorio nemico per un lungo periodo. Il DRG agisce di soppiatto ed è in grado di percorrere lunghe distanze in tempi brevi. Il numero ridotto dei componenti del gruppo gli conferisce segretezza, manovrabilità e mobilità, il che complica le misure per la sua individuazione e neutralizzazione. Nel corso delle operazioni, il gruppo può infliggere ingenti danni al nemico. 

## Compiti del DRG
- Disabilitare le strutture nelle retrovie nemiche e le installazioni militari;
- Interruzione del lavoro di trasporto e comunicazioni del nemico;
- La diffusione di panico e scoramento tra truppe nemiche e civili;
- Raccolta di informazioni su movimento, schieramento, armamento e numero di truppe nemiche, potenziale militare ed economico, strutture industriali di importanza militare, comunicazioni.
- Uccisione del personale di comando del nemico, o figure politiche e amministrative.

## Aspetti legali del DRG
Il gruppo di sabotaggio e ricognizione opera nel quadro delle norme generalmente accettate del diritto internazionale e militare. Secondo gli accordi internazionali e le leggi di guerra, le misure di sabotaggio sono consentite solo in tempo di guerra in relazione a oggetti dell'esercito, della marina, del complesso militare-industriale, delle comunicazioni e delle comunicazioni di trasporto dello stato avversario, che è ufficialmente in uno stato di guerra. La violazione di queste regole è considerata terrorismo e comporta responsabilità penali per crimini di guerra sia dei membri di tali gruppi sia dei leader politici che hanno emesso tali ordini. 
In conformità con le norme del diritto internazionale umanitario, il personale del DRG gode dello status di combattente e ha il diritto di svolgere attività di sabotaggio verso: 
- Personale nemico che combatte con armi in mano;
- Installazioni militari;
- Equipaggiamento militare (navi, veicoli blindati, aeroplani, ecc.);
- Strutture di guerra (veicoli coinvolti nel trasporto di truppe, rifornimenti, ponti, tunnel, comunicazioni, ecc.);
- Strutture di tipo militare-industriale;
- Distruzione di determinati oggetti e forze del nemico.

Sono vietate le azioni contro: 
- Civili;
- Istituzioni e trasporti medici (compresi quelli militari), istituzioni della Croce Rossa;
- Strutture civili e umanitarie.

Durante l'esecuzione di una missione di combattimento, il personale delle unità di sabotaggio e di ricognizione è tenuto a indossare uniformi militari o segni distintivi visibili del proprio paese. La raccolta di informazioni segrete o sabotaggio sotto forma di uno stato straniero o in abiti civili è considerata come spionaggio o terrorismo e, se catturata, priva i membri DRG dello status di prigioniero di guerra e comporta una responsabilità penale generale. 
Il gruppo di sabotaggio e ricognizione deve essere distinto dai gruppi terroristici. Il primo opera in campo legale, ha un'appartenenza alle forze armate o forze speciali di uno Stato.